# Ramona (Californië)
Ramona is een plaats (census-designated place) in de Amerikaanse staat Californië, en valt bestuurlijk gezien onder San Diego County.

## Demografie
Bij de volkstelling in 2000 werd het aantal inwoners vastgesteld op 15.691.

## Geografie
Volgens het United States Census Bureau beslaat de plaats een oppervlakte van
39,6 km², geheel bestaande uit land. Ramona ligt op ongeveer 462 m boven zeeniveau.

## Plaatsen in de nabije omgeving
De onderstaande figuur toont nabijgelegen plaatsen in een straal van 24 km rond Ramona.